# Špancirfest
Špancirfestival je ulični festival koji se održava u gradu Varaždinu, po varaždinskim ulicama i trgovima.
Ovaj festival ima nekoliko manjih festivala kao sastavne dijelove:
- Komedija fest
- Hlapec fest (dječje predstave, za djecu do 14 godina)
- Moderato fest (za ljubitelje ozbiljne glazbe, koncerti)
- Jazz festival
- Ritam fest (koncerti, razni glazbeni izričaji)
- Ulica fest (ulični umjetnici, akrobati, žongleri, glazbenici, lutkarske predstave)

Festival sadrži 300-tinjak potprograma. 

## Održani festivali
- 1. Špancirfestival, 1999.
- 2. Špancirfestival, 2000.
- 3. Špancirfestival, 2001.
- 4. Špancirfestival, 2002.
- 5. Špancirfestival, 2003.
- 6. Špancirfestival, 2004.
- 7. Špancirfestival, 2005.
- 8. Špancirfestival, 25. kolovoza - 3. rujna 2006.
- 9. Špancirfestival, 24. kolovoza - 2. rujna 2007.
- 10. Špancirfest, 22. – 31. kolovoza 2008.
- 11. Špancirfest, 21. – 31. kolovoza 2009.
- 12. Špancirfest, 20. – 29. kolovoza 2010.
- 13.  Špancirfest, 19. – 28. kolovoza 2011.
- 14. Špancirfest, 24. – 2. rujna 2012.
- 15. Špancirfest, 25. – 3. rujna 2013.

## Statistika Špancfesta 2006.
- Komedija fest - 7 recentnih komedija,
- Hlapec fest: 14 dječjih predstava (djeca od 2-14 godina),
- Moderato fest: 5 koncerata ozbiljne glazbe,
- Jazz festival: 8 koncerata svjetskih džez glazbenika,
- Ritam fest: 40 raznih glazbenih koncerata,
- Ulica fest: ima 30 uličnih umjetnika.

## Vanjske poveznice
- Službene stranice